# PLENUM
Die Abkürzung PLENUM steht für Projekt des Landes Baden-Württemberg zur Erhaltung und Entwicklung von Natur und UMwelt.

## Ziele
Es handelt sich bei PLENUM um ein Förderprogramm des Landes Baden-Württemberg, durch das in derzeit fünf Projektgebieten Naturschutz- und Umweltziele durch eine naturschutzorientierte Regionalentwicklung nicht von „oben nach unten“, sondern auf freiwilliger Basis durch die Bevölkerung „von unten nach oben“ umgesetzt werden sollen. Ziel ist es darüber hinaus, nach dem Motto „Schützen durch Nützen“ modellhafte Vorgehensweisen in der Verknüpfung von Naturschutz mit wirtschaftlichen Entwicklungen zu erproben. Handlungsfelder können dabei in der naturverträglichen Land- oder Forstwirtschaft, der Vermarktung von regionalen Produkten, dem sanften Tourismus, dem direkten Naturschutz, der Umweltbildung oder im Bereich der erneuerbaren Energien beziehungsweise der Förderung umweltschonender Wirtschaftsweisen liegen. In den ausgewählten Projektgebieten können Projekte, die zur Unterstützung und Umsetzung dieser Ziele beitragen sowie bestimmten ökologischen Kriterien entsprechen, finanziell gefördert werden.
PLENUM entspricht in einigen Punkten dem EU-Förderprogramm LEADER, nur dass es auf Landesebene angesiedelt ist.
Inzwischen gilt das Förderprogramm bundesweit als Vorreiter im Bereich Partizipation und Naturschutzökonomie.

## Organisation
Das Ministerium für ländlichen Raum und Verbraucherschutz (MLR) entscheidet über alle grundsätzlichen Fragen, wie die Einrichtung eines Projektgebietes und Weiterführung eines Projektes, den jährlichen Finanzrahmen und die Abstimmung mit anderen Ministerien.
Die Landesanstalt für Umwelt, Messungen und Naturschutz Baden-Württemberg (LUBW) übernimmt das Controlling und die Projektevaluation.

## Aktuelle Projektgebiete
Eine erste Förderperiode der ausgewählten Gebiete dauert sieben Jahre, eine eventuelle anschließende zweite Förderperiode fünf Jahre.
Aktuelle Projektgebiete sind die Gebiete Heckengäu (bis Dezember 2016), Naturgarten Kaiserstuhl (bis Juli 2016) und der Landkreis Tübingen (bis Mai 2020).

## Finanzierung von Projekten
Die Förderung wird durch die Landschaftspflegerichtlinie (LPR) geregelt.
PLENUM stellt keine Dauerfinanzierung, sondern lediglich eine Anschubfinanzierung bereit.
Die Förderung des Landes für einzelne Projekte in einem Projektgebiet beträgt, je nach Bedeutsamkeit der Maßnahme, Eingebundenheit in das Gesamtprojekt, dem Modellcharakter und finanziellem Eigeninteresse, zwischen 10 und 90 % der Kosten.
Von 2001 bis 2012 wurden insgesamt 1.436 Projekte in den verschiedenen PLENUM-Projektgebieten mit etwa 11,4 Millionen Euro gefördert.